# Comtat de Cornualla

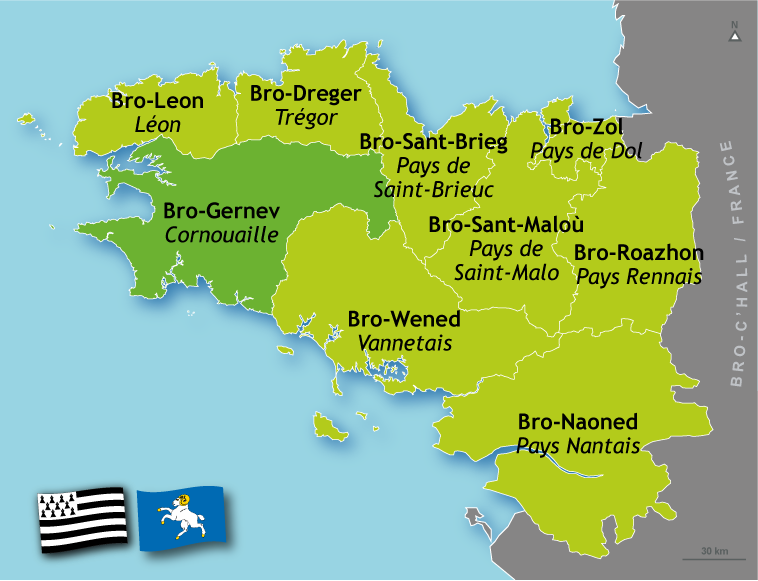
Modern país de Cornuaille

El comtat de Cornualla fou una jurisdicció feudal de Bretanya; apareix al segle ix si bé la successió és dubtosa en el segle x. Hi ha uns primers tres comtes coneguts que serien de nomenament. A la mort d'Alan I de Bretanya el 907 el poder al país fou repartit entre els comtes de Poher (gendre d'Alan), Vannes (fill gran d'Alan) i Cornuaille, sense cap preeminència entre ells i el comte de Cornualla hauria estat el més poderós del 909 al 912. Posteriorment el tercer comte conegut hauria iniciat la successió hereditària.

## Dades dels vescomtes
- Rivallon fou el primer esmentat amb aquest títol; era viu el 9 de juliol del 871 quan feia una donació
- Gurmhailon, esmentat com a governant de Bretanya el 27 de novembre del 910, era probablement parent del duc Alan I de Bretanya; era viu el 25 d'octubre del 913, però ja hauria perdut el poder. Va deixar un fill de nom Deniel que no el va succeir.
- Budic apareix després com a comte (era mort el 952) doncs una carta datada entre 945 i 952 en recorda el seu enterrament. Va deixar com a successor al seu fill Benedicte.
- Benedicte (+ vers 1022, hauria de tenir doncs uns 90 anys) fou comte de Cornualla i després, a la mort de la seva dona Guinodeona bisbe de Quimper. Va deixar sis fills dels quals Alan fou el successor.
- Alan "Caignart" (+1058) va confirmar el monestir de Locmaria de Quimper, fundat pel seu pare. Va morir 30 dies després de construir l'abadia de Sainte-Croix a Quimperlé. Es va casar el 1026 amb Judith de Nantes, filla de Judicaël de Nantes, morta el 1063, sent monja des de la mort del seu marit. Van tenir set fills dels quals el gran, Hoël fou el successor.

## Ducs de Bretanya de la casa de Cornualla
- Hoel de Cornualla (+ 13 d'abril de 1084, conegut com a Hoël V de Nantes o Hoël de Bretanya) que fou comte de Nantes, de Cornuaille i de Léon, casat amb Havisa de Bretanya filla d'Alan III de Bretanya, que el 1066 va heretar el ducat del seu germà Konan II o Conan II de Bretanya i va morir el 1072. Hoël i Havisa van tenir set fills dels quals Alan va succeir al pare als comtats de Nantes, Cornualla i Léon i a la mare com a duc de Bretanya (si bé el pare va governar fins a la mort).
- Alan IV de Bretanya 1072/1084-1114
- Konan III el Gros o Conan III de Bretanya 1119-1148
- Hoël (II) 1148, fill desheretat
- Berta, germana (+ entre 1158 i 1164), casada amb el vescomte Eudes de Porhoët, duc de Bretanya 1148-1156.
- Cornualla dins els dominis ducals després del 1148

## Llistes segons els cartularis
El cartulari de l'abadia de Landévennec copiat al segle xi dona una llita de reis o prínceps i de comtes de Cornualla. Altres llistes als cartularis de l'abadia de Sainte-Croix de Quimperlé (final del segle xii) i de Quimper (meitat del segle XIV) presenten petites diferències.
El cartulari de l'abadia de Landévennec (copiat al segle xi) dona la llista de reis o prínceps i dels comtes de Cornualla. Hi ha altres dos llistes als cartularis de l'abadia de Sainte-Croix de Quimperlé (finals del segle xii) i de Quimper (mitad del segle XIV) que presenten lleugeres diferències. D'acord amb aquestos tres cartularis la llista seria la següent:
- Rivelen Mor Marthou / Riwallon Meurmarziou (= De les Grans Meravelles o Dels Grans Cavalls), citat com a primer rei bretó d'Armòrica per diverses fonts
- Rivelen Marthou, aquest personatge és considerat el doble de l'anterior
- Concar o Cungar
- Gradlon Meur (= el Gran), hauria viscut vers l'any 500. Podria ser el prototip del rei Gradlon de la llegende d'Is
- Daniel Drem Rud, es diu que va regnar també sobre els "Allamanni", que podria ser un error per "Albani" (segons Fleuriot, Origines, 1980), el que l'hauria fet regnat als dos costat del canal de la Maniga, ja que "Albani" era el nom dels habitants d'Albion és a dir de la Gran Bretanya
- Budic i Maxenri o Maxenti (dos germans)
- Iahan Reith
- Daniel Unua
- Gradlon Flam
- Concar Cheroenoc
- Budic Mur
- Fragual Fradleoc
- Gradlon Plueneor, que alguns consideren com el Gradlon «històric» donant de l'abadia de Landévennec;
- Aulfret Alesrudon, Aulfret és el nom testimoniat del pare del vescomte Diles;
- Diles Heirguor Chebre, Diles és el nom d'un vescomte testimoniat almenys entre 946 i 952;
- Budic Bud Berhuc, personatge testimoniat, pare del següent, mort entre 1008 i 1031;
- Binidic (Benet), testimoniat com a comte i bisbe de Cornualla, pare del següent, mort entre 1008 i 1029;
- Alan Canhiart, comte de Cornualla testimoniat, fill del precedent i pare del següent;
- Houel Huuel o Hoel de Cornualla, personatge conegut com a comte de Nantes i de Cornualla, després duc de Bretanya a partir de 1066.

La Vida llatina de Saint Mélar dona una llista diferent:
- Lex o Règul, fundador de la dinastia
- Daniel
- Budic, pare de Méliau i Rivod (aquest Méliau, Guimilliau o Ploumiliau, fou el pare del mateix Mélar; aquest darrer fou mort com el seu pare per l'ambiciós Rivod. Aquesta història feria més aviat referència als antics comtes de Léon)
- Iahan Reith
- Daniel Unua
- Gradlon Flam
- Concar Cheroenoc
- Budic Mur, (fill de l'anterior)
- Fragual Fradleoc, mort vers el 600

interrupció de quatre segles
- Gradlon Plueneor (regna al segle X)

Manquen en aquestes llistes dos comtes testimoniats històricament:
- Rivelen, germà de Salomó de Bretanya
- Gourmaëlon, qui va governar al darrere d'Alan el Gran